# Nordnes

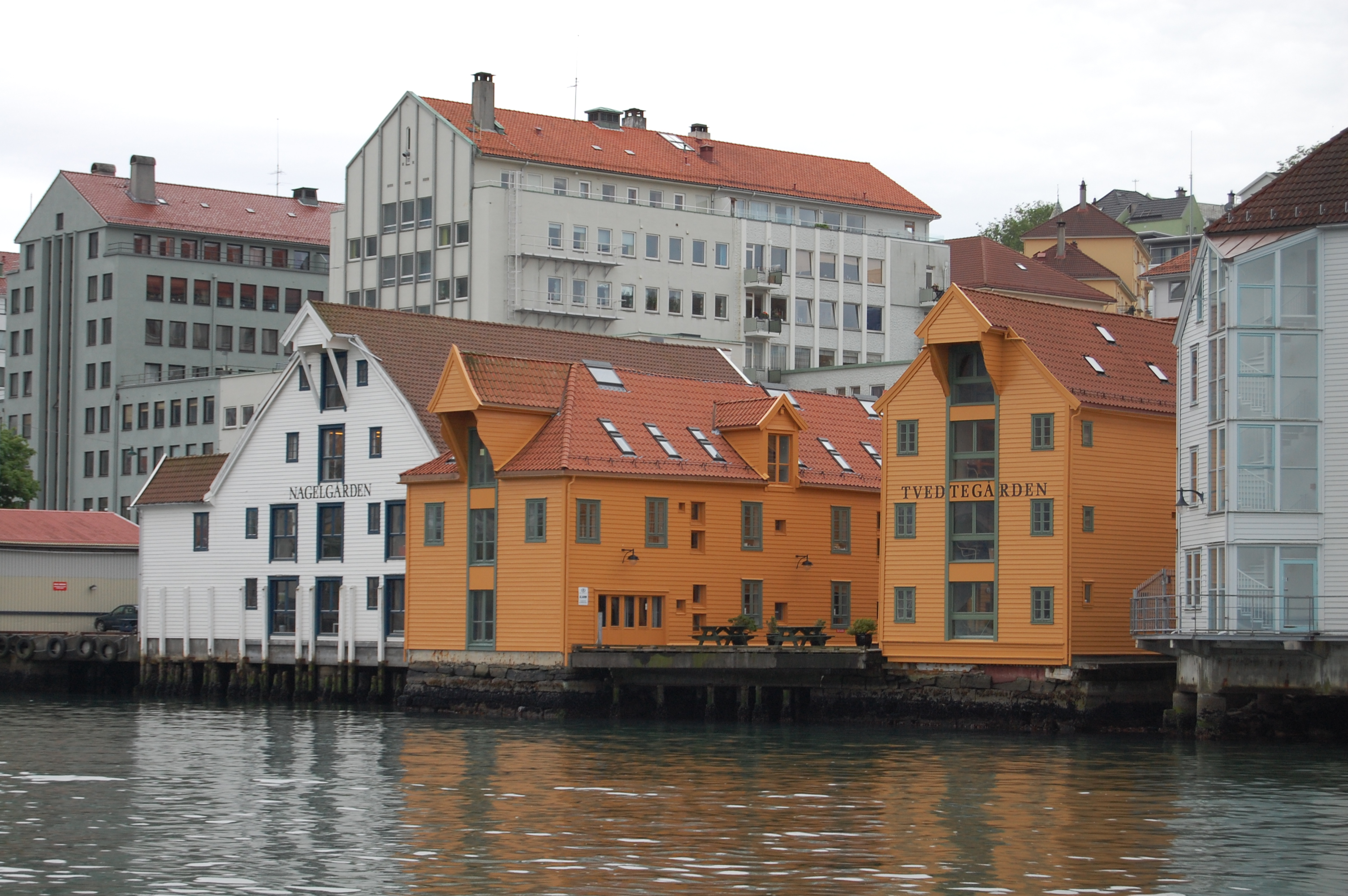
Sjöbodar i Nordnes.

Nordnes är en halvö och stadsdel (strøk) i Bergen i Norge. Nordnes ligger mellan viken Vågen och Puddefjorden. På högsta punkten på Nordnes ligger Fredriksbergsfortet.